# Costus adolphi-friderici
Costus adolphi-friderici là một loài thực vật có hoa trong họ Costaceae. Loài này được Loes. mô tả khoa học đầu tiên năm 1910.